# نرگستان
نرگستان نام روستایی در شهرستان صومعه‌سرا در استان گیلان ایران است.
مختصات: روستای نرگستان در 22 کیلومتری  شهر رشت ، 9 کیلومتری صومعه سرا و 8 کیلومتری شهرستان انزلی واقع شده است .
روستای نرگستان از شمال با مرداب (تالاب سابق) انزلی ، از سمت جنوب با روستای خراط محله  ، از سمت شرق با روستای خمسر و از سمت غرب با روستای چمثقال همسایه می باشد .
یکی از شغلهای ساکنین آن در کنار کشت برنج شکار و ماهیگیری می‌باشد. 
یکی از امکانات روستای نرگستان که این روستا را از سایر روستاهای حاشیه تالاب انزلی متمایز می سازد ، بازار نرگستان است ؛ 
بازار نرگستان قدمتی بسیار دیرینه دارد و با توجه به گفته ها کهن سالان این روستا ، در گذشته نه چندان دور کشتی های گوناگونی از طریق رودخانه نرگستان (با توجه به قرار گرفتن رودخانه در شرق و جنوب بازار) از بندر انزلی و روسیه به این بازار رفت و امد داشته اند . هم اکنون قریب 25 مغازه ازمجموع مغازه های این بازار فعالیت روزمره دارند .
در گذشته این روستا یکی از مناطق داد و ستد محلی بوده و هر هفته بازار محلی مهمی در آن تشکیل می شده‌ است. از نکات مهم این روستا این که هسته اولیه انقلاب بزرگ جنگل در این روستا شکل گرفته‌ است.
طبق اسناد موجود در سال 1333 هجری قمری /1915 میلادی  میرزا کوچک خان  به همراه یارانش در نرگستان و در کنار مرداب ساکن و مشغول جمع آوری اسلحه و جذب نیرو بوده است.
شهرت دیگر این روستا به دلیل نقش سیاسی است که مردمانش داشته‌اند. نزدیکترین روستا به نواحی جنوبی تالاب انزلی که حتی با پای پیاده می‌توان به تالاب دسترسی پیدا کرد. ازمناطق زیبای نزدیک به مرداب می‌توان به منطقه معروف به دوازده هکتاری اشاره کرد که تا مرداب آسفالت شده‌است.
این روستا از نظر سیاسی ، فرهنگی ، ورزشی و تجاری زادگاه و خاستگاه افراد مشهور و تاثیرگذار در سطح کشور بوده است که شامل نمایندگان مجلس و مشاهیر فرهنگی و ورزشی کشور می شده است.
از بقعه های مذهبی این روستا میتوان به بقعه.. آقاسیدرضا..اشاره کرد که طبق شنیده ها، ساکنان اولیه روستای نرگستان در منطقه..(بویین).. اطراف این بقعه ساکن بودند و به دلیل گسترش بیماری وبا و طاعون در ایران و گیلان این منطقه خالی از سکنه شده و بعد ها  در کنار رودخانه و مرداب ساکن شدند . HEنرگسی